# しまうまとライオン
『しまうまとライオン』は、日本の楽曲。作詞・作曲：筒井タケオ、編曲：濱田理恵、歌：渡辺真知子&筒井タケオ。2013年10月 - 11月に、NHKの音楽番組「みんなのうた」で放送された。

## 概要
サバンナ村に住むメスのシマウマとオスのライオンの叶わぬ恋心をユーモラスに描いたデュエットソング。ボサノヴァ歌手の筒井タケオがライオン役、渡辺真知子がシマウマ役で歌う。
5分で1曲の「ロングのうた」で放送された。
アニメーションは常連の南家こうじが担当、本作で40曲目となった。